# NGC 3024
NGC 3024 est une galaxie spirale vue par la tranche et située dans la constellation du Lion. NGC 3024 a été découverte par l'astronome germano-britannique William Herschel en 1784.

## Caractéristiques
La classe de luminosité de NGC 3024 est III et elle présente une large raie HI.

### Distance
Sa vitesse par rapport au fond diffus cosmologique est de 1 671 ± 23 km/s, ce qui correspond à une distance de Hubble de 24,6 ± 1,8 Mpc (∼80,2 millions d'al).
À ce jour, trois mesures non basées sur le décalage vers le rouge (redshift) donnent une distance de 32,800 ± 3,751 Mpc (∼107 millions d'al), ce qui est à l'extérieur des valeurs de la distance de Hubble. Notons que c'est avec la valeur moyenne des mesures indépendantes, lorsqu'elles existent, que la base de données NASA/IPAC calcule le diamètre d'une galaxie et qu'en conséquence le diamètre de NGC 3024 pourrait être d'environ 15,0 kpc (∼48 900 al) si on utilisait la distance de Hubble pour le calculer.

## Paire de galaxies
Les galaxies NGC 3024 et NGC 3020 sont dans la même région du ciel et selon l'étude réalisée par Abraham Mahtessian, elles forment une paire de galaxies.